# Dichelonyx albicollis
Dichelonyx albicollis är en skalbaggsart som beskrevs av Hermann Burmeister 1855. Dichelonyx albicollis ingår i släktet Dichelonyx och familjen Melolonthidae. Inga underarter finns listade i Catalogue of Life.